# Michael David
Pour les articles homonymes, voir David.
Michael David est un acteur britannique, né le 23 mai 1930 à Cardiff (Royaume-Uni) et mort en mars 1999 dans la même ville.

## Filmographie
- 1958 : L'Auberge du sixième bonheur (The Inn of the Sixth Happiness) : Hok-A
- 1960 : Le Milliardaire (Let's Make Love) : Dave Kerry
- 1960 : The Wizard of Baghdad : Chieftain Meroki
- 1961 : The Fiercest Heart de George Sherman : Barent Beyer
- 1961 : Snow White and the Three Stooges : Rolf
- 1961 : Capture That Capsule : Boy
- 1962 : L'Inspecteur (Lisa) : Capt. Berger
- 1967 : Trois milliards d'un coup (Robbery) : CID chief
- 1976 : The Devil's Playground : Turner